# Gobnik
Gobnik – wieś w Słowenii, w gminie Litija. W 2018 roku liczyła 137 mieszkańców.